# Don't Cry (HAN-KUNの曲)
「Don't Cry」（ドント・クライ）は、2009年12月16日に発売されたHAN-KUN（湘南乃風）の2枚目のシングルである。発売元はトイズファクトリー。
前作「KEEP IT BLAZING」から約5か月振りとなるシングル。

## 収録曲
1. Don't Cry
（作詞・作曲・編曲：HAN-KUN）
2. 乱舞 inna Dancehall
（作詞・作曲：HAN-KUN / 編曲：HAN-KUN、CHICA (CHICA meets SOULFIRE)）
3. RUB-A-DUB WARRIOR!! 
（作詞・作曲：HAN-KUN / 編曲：HAN-KUN、CHICA (CHICA meets SOULFIRE)）
4. Don't Cry -inst.-
5. 乱舞 inna Dancehall -inst.-
6. RUB-A-DUB WARRIOR!! -inst.-